# Fernando Morientes
Fernando Morientes Sánchez (Cilleros, 1976. április 5. –) spanyol labdarúgó, csatár. A spanyol válogatottban 1998 márciusában debütált Svédország ellen. Játékos pályafutása alatt megfordult a Real Madrid, Liverpool Valencia, és a Marseille csapataiban, de kölcsönben játszott az  AS Monacoban is. 
A La Ligában 15 szezon alatt 337-szer lépett pályára és ezeken 124 gólt szerzett.
Háromszoros Bajnokok Ligája győztes, Kétszeres  Interkontinentális kupagyőztes.
A spanyol U21-es válogatottal az 1996-os Európa-bajnokságon ezüstérmet szerzett.
A  spanyol felnőtt válogatottban 47-szer szerepelt és 27 gólt szerzett. Részt vett két világbajnokságon, ezeken összesen öt gólt szerzett és egy Európa-bajnokságon is pályára lépett.

## Pályafutása
Visszavonulását 2010-ben jelentette be.

## Sikerei, díjai
- Bajnokok Ligája-győztes: 1998, 2000, 2002 (Real Madrid)
  - BL-döntős: 2004 (AS Monaco)
  - BL-gólkirály: 2004 (AS Monaco)
- Európai Szuperkupa-győztes: 1997 (Zaragoza), 2001, 2003 (Real Madrid)
- Interkontinentális kupagyőztes: 1998, 2002 (Real Madrid)
- Spanyol bajnok: 2001, 2003 (Real Madrid)
- Spanyol Király-kupa-győztes: 2007 (Valencia)
- Spanyol Szuperkupa-győztes: 1997 (Zaragoza), 2001, 2002 (Real Madrid)
- FA-kupa-győztes: 2006 (Liverpool)
- Francia bajnok: 2009/2010 (Olympique Marseille)

## Külső hivatkozások
- Profilja a Marseille oldalán